# Haliclona swartschewskiji
Haliclona swartschewskiji är en svampdjursart som först beskrevs av Jörn Hentschel 1929.  Haliclona swartschewskiji ingår i släktet Haliclona och familjen Chalinidae.
Artens utbredningsområde är Vita havet. Inga underarter finns listade i Catalogue of Life.